# كرة القدم النسائية

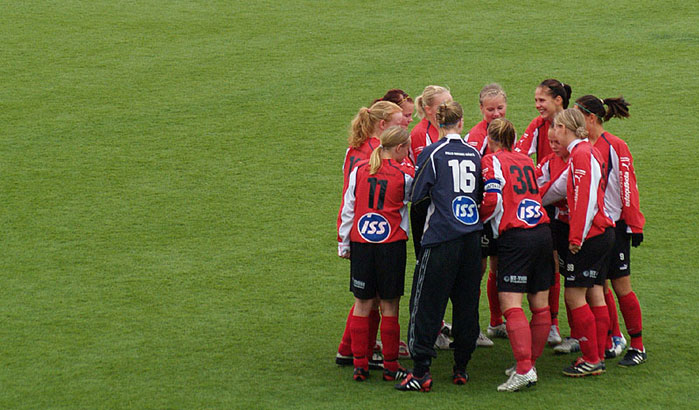
نادي نسائي في الدوري الفنلندي

أول من اقترحت لعبة كرة القدم للنساء هي اليزبيت بروجاني في سنة 1899 وكانت هي مدربة فريدة مميزة جدا ولدت في سنة 1880 م وتوفيت في سنة 1994 م بعد انهيارها في سنة 1996.
بعد وفاتها بعامين جاءت ابنتها وحلت مكانها وارجعت كرة القدم النسائية.
تعدّ كرة القدم من أكثر الألعاب الجماعية النسائية انتشاراً وأحد الرياضات النسائية التي تلعب بدوري سنوي منتظم.
لعبت النساء كرة القدم منذ وقت طويل حيث أشارت بعض التقارير عن أنها لعبت في عام 1790. أما أول مباراة سجلت فقد كانت تحت إشراف الاتحاد الإسكتلندي لكرة القدم عام 1892 في غلاسكو، اسكتلندا. في إنجلترا كانت أول مباراة نسائية موثقة في عام 1895. لكنها قوبلت بالرفض من الاتحاد البريطاني لكرة القدم رغم أن المباريات استمرت بعد هذا الرفض. برر البعض هذا الرفض بحرص الاتحاد على «رجولة» هذه اللعبة الشعبية!
أصبحت كرة القدم النسائية شعبية للمرة الأولى على نطاق واسع في أثناء الحرب العالمية الأولى عندما ساهمت المصانع في دعم اللعبة كما فعلت للكرة الرجالية قبل 50 سنة. كان أنجح الفرق في ذلك الحين فريق سيدات ديك وكير من مدينة بريستون الإنجليزية. أنشئ هذا الفريق من العاملات في مصنع مملوك من قبل الاسكتلنديين ويليام ديك وجون كير بعد أن تغلبن على فريق الرجال العاملين في المصنع ذاته. ساهمت اللاعبات في جمع التبرعات للعديد من القضايا المهمة أثناء الحرب ولعبن مباريات دولية ضد فريق من باريس وشكلن أغلبية المنتخب الإنجليزي النسائي الذي سحق مثيله الإسكتلندي بنتيجة 22-0.
على الرغم من أنها كانت أكثر شعبية من بعض مباريات الكرة الرجالية (بلغ حضور أحد المباريات 53 ألف)، إلا أنها تلقت ضربة موجعة عندما منع الاتحاد إقامة المباريات على ملاعبه عام 1921 ووصفها بالمقززة! فسر هذا الرفض بالحرص على اللعبة. كما قيل أنه سبب تهديداً للفريق الرجالي بسبب أعداد الجماهير الهائلة التي تجذبها هذه المباريات. أدى ذلك على إنشاء اتحاد سيدات إنجلترا لكرة القدم وانتقلت الفرق لتلعب مبارياتها على ملاعب الرغبي. رغم إن المنع ساهم في إبطاء تطور اللعبة، إلا أن شعبيتها استمرت بالنمو حتى بعد المنع. أنشأ الاتحاد الإنجليزي لكرة القدم النسائية عام 1969 نتيجة زيادة الاهتمام بعد مونديال 1966 ورفع الحظر سنة 1971. لكن كرة القدم النسائية الإنجليزية لم تحظَ بشعبية التي حظيت بها من قبل أبداً
في سبعينيات القرن الماضي، أصبحت إيطاليا أول دولة تطبق نظام الاحتراف لكرة القدم النسائية وإن كان جزئياً. أما أول دولة تطبقه بشكل كامل فقد كانت الولايات المتحدة الأمريكية. وضعت اليابان بصمتها في تاريخ هذه الرياضة حينما أقامت أول دوري للمحترفات سنة 1992.
على الرغم من أن سيدات ديك وكير قد لعبن ضد منتخبات من دول أخر في بطولة بريطانيا العظمى والعالم سنة 1937، إلا أن أول بطولة رسمية كانت كأس أوروبا عام 1984 والتي فازت بها السويد. وصلت السويد مرة أخرى إلى النهائي سنة 1987 لكن النرويج تغلبت عليها. ومنذ ذلك الوقت هيمنت ألمانيا على البطولة الأوربية لتفوز بست ألقاب من أصل سبعة.
أما أول كأس عالم للسيدات فأقيم في الصين سنة 1991 وفازت به الولايات المتحدة الأمريكية من بين 16 منتخب. أقيمت البطولة الرابعة في الولايات المتحدة الأمريكية وشهد النهائي جمهوراً كبيراً سواء أمام شاشات التلفاز أو بالقدوم إلى الملعب في جمهور بلغ عدده 90 ألف مشجع. فازت الولايات المتحدة في ذلك النهائي بضربات الترجيح. إلى جانب الولايات المتحدة وألمانيا، تعدّ النرويج والسويد والصين أقوى الفرق النسائية بالإضافة إلى فرق كالبرازيل وكندا بمواهب لها مستقبل باهر.
في سنة 2002، أقرت الفيفا بطولة العالم للنساء تحت الـ19. أقيمت البطولة الأولى في كندا لكن الفريق المضيف خسر النهائي أمام الولايات المتحدة بالهدف الذهبي بالوقت الإضافي. أما البطولة الثانية فأقيمت عام 2004 في تايلند وفازت الألمانيات باللقب.
كرة القدم النسائية أو كرة القدم للسيدات هي رياضة جماعية تُلعب وفق قوانين لعبة كرة القدم نفسها التي تُطبَّق على الرجال، ولكنها مخصصة للنساء. تُمارس اللعبة على المستوى الاحترافي في عدة دول، كما تُشارك 187 منتخبًا وطنيًا في المسابقات الدولية. وتُطبق عليها نفس القوانين المعروفة بـقوانين اللعبة.
شهدت كرة القدم النسائية ما يُعرف بـ«العصر الذهبي الأول» في المملكة المتحدة خلال عشرينيات القرن العشرين، حيث استقطبت إحدى المباريات أكثر من 50,000 متفرج. ومع ذلك، فرض الاتحاد الإنجليزي لكرة القدم حظرًا على كرة القدم النسائية من عام 1921 حتى 1970، ومنع إقامة المباريات النسائية على الملاعب التابعة لأنديته بحجة عدم ملاءمتها. كما واجهت اللاعبات في دول أخرى معاملة عدائية وحظرًا مشابهًا من قبل منظمات يهيمن عليها الرجال.
شهدت السبعينيات انتعاشًا كبيرًا في شعبية البطولات الدولية لكرة القدم النسائية، كما تأسست خلالها أقدم بطولة قارية باقية حتى اليوم، وهي كأس آسيا للسيدات. ومع ذلك، لم تتحدث امرأة في مؤتمر الفيفا حتى عام 1986، وكانت إلين فيلي أول من فعل ذلك.
أُقيمت النسخة الأولى من كأس العالم للسيدات في الصين عام 1991، ومنذ ذلك الحين أصبحت البطولة حدثًا تلفزيونيًا كبيرًا في العديد من الدول.

## التاريخ

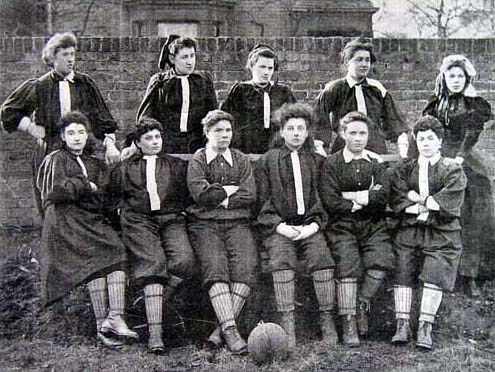
فريق "الشمال" من نادي السيدات البريطاني لكرة القدم، 1895

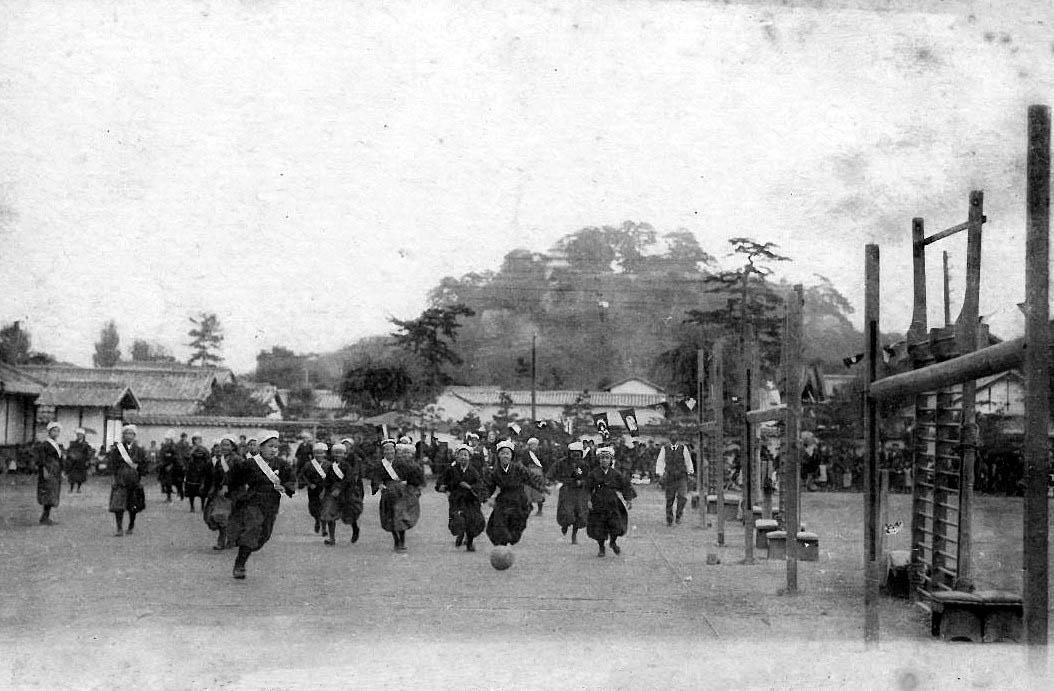
فتيات يابانيات من المرحلة الثانوية يلعبن كرة القدم بالزي التقليدي "هاكاما"، وترتدي إحدى الفرق أشرطة (حوالي 1920)

قد تكون النساء قد مارسن كرة القدم منذ وجود اللعبة نفسها. إذ تُظهر الأدلة أن لعبة مشابهة تُعرف بـتسوجو (تسو تشو) كانت تُمارس من قبل النساء خلال سلالة هان (25–220 ميلادية)، حيث تُصوّر الجداريات من تلك الفترة نساء وهن يلعبن تسو تشو.
كما أُبلغ عن مباريات سنوية تُقام في ميدلوثيان، اسكتلندا منذ تسعينيات القرن الثامن عشر.
وفي عام 1863، أدخلت الهيئات المنظمة لكرة القدم قواعد موحدة تمنع العنف في الملعب، مما جعل اللعبة أكثر قبولًا اجتماعيًا لمشاركة النساء فيها.
أُقيمت أول مباراة ذات طابع دولي في عام 1881 على ملعب هيبرنيان بارك في إدنبرة، ضمن جولة لمنتخبي اسكتلندا وإنجلترا.
وقد سجّل الاتحاد الاسكتلندي لكرة القدم مباراة نسائية في عام 1892.
تأسس نادي السيدات البريطانيات لكرة القدم على يد الناشطة نيتي هونيبول في إنجلترا سنة 1894. مهدت هانيبول ومن معها الطريق أمام كرة القدم النسائية.
لكن اللعبة النسائية لم تحظَ بدعم اتحادات كرة القدم البريطانية، بل كانت محل ازدراء من قبلهم. وقد اقترح البعض أن السبب وراء ذلك كان الخوف من تهديد "الرجولة" المرتبطة باللعبة.

### كأس العاملات في مصانع الذخيرة
في أغسطس 1917، أُطلقت بطولة خُصِّصت لفرق عاملات مصانع الذخيرة في شمال شرق إنجلترا. وقد حملت البطولة رسميًا اسم كأس ألفريد وود لفتيات الذخيرة في تاين ووير وتيس (Tyne Wear & Tees Alfred Wood Munition Girls Cup), لكنها عُرفت أيضًا باسم كأس العاملات في مصانع الذخيرة.
فاز فريق نادي بليث سبارتانز بأول نسخة من الكأس، بعد تغلبه على فريق بولكو فوغان بنتيجة 5–0 في المباراة النهائية المعادة التي أُقيمت في ميدلزبرة يوم 18 مايو 1918 أمام 22,000 متفرج.
استمرت البطولة في موسم 1918–1919، وفاز بها فريق سيدات حوض بناء السفن التابع لشركة بالمر في جارو، بعد فوزه على فريق كريستوفر براونز من هارتلبول بنتيجة 1–0 في المباراة النهائية التي أُقيمت على ملعب سانت جيمس بارك في نيوكاسل يوم 22 مارس 1919.
في تلك الفترة، ساهم انخراط النساء في الصناعات الثقيلة خلال الحرب العالمية الأولى في ازدهار كرة القدم النسائية، على غرار ما حدث مع الرجال قبل خمسين عامًا. وخلال يوم الصناديق عام 1917، لعب فريق نسائي من إنجلترا ضد فريق من أيرلندا أمام 20,000 متفرج. وقد جُسِّدت هذه المباراة لاحقًا في مسرحية بعنوان Rough Girls عام 2021.
كما خاض فريق ديك كير للسيدات ‏ من بريستون إحدى أولى المباريات الدولية النسائية ضد منتخب فرنسي في عام 1920.
وفي العام نفسه، شكّل فريق ديك كير معظم عناصر منتخب إنجلترا للسيدات الذي واجه منتخب اسكتلندا للسيدات، وتمكن من الفوز بنتيجة 22–0.

### الحظر من الاتحاد الإنجليزي (1921–1970)

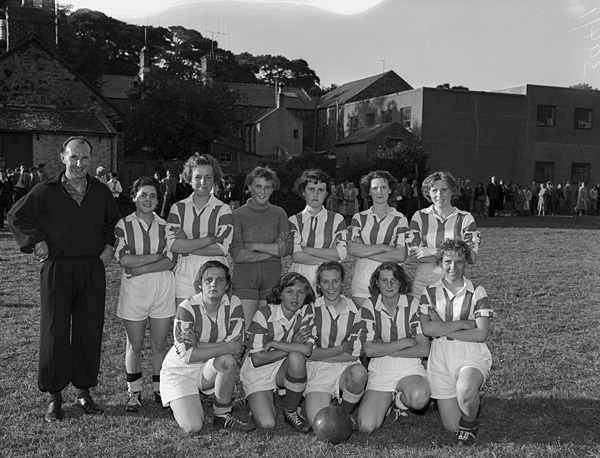
فريق كرة قدم نسائي ويلزي يلتقط صورة تذكارية عام 1959

على الرغم من أن كرة القدم النسائية كانت أكثر شعبية من بعض مباريات الرجال (حيث شهدت إحدى المباريات حضور 53,000 متفرج)، توقفت كرة القدم النسائية في إنجلترا في ديسمبر 1921 عندما حظر الاتحاد الإنجليزي لكرة القدم إقامة مباريات السيدات على ملاعب الأندية الأعضاء. وصرّح الاتحاد بأن "لعبة كرة القدم غير مناسبة إطلاقًا للنساء ولا ينبغي تشجيعهن على ممارستها".
جادل اللاعبات وكتّاب كرة القدم بأن هذا الحظر جاء بدافع الحسد من الجماهير الكبيرة التي جذبتها مباريات السيدات، ولأن الاتحاد الإنجليزي لم يكن يتحكم في الأموال التي جمعتها مباريات النساء. وقالت لاعبة فريق ديك كير للسيدات، أليس بارلو: "لم نستطع تفسير ذلك إلا بالغيرة. كنا أكثر شعبية من الرجال وكانت جماهيرنا الأكبر من أجل الأعمال الخيرية".
ورغم الحظر، واصل بعض فرق السيدات اللعب. حيث لم تتبع اتحاد دوري الرجبي الشمالي قرار الحظر الصادر من الاتحاد الإنجليزي، لذا لعبت رابطة كرة القدم النسائية الإنجليزية قصيرة العمر (1921–1922) بعض مبارياتها على ملاعب الرجبي.
وفي دول أخرى، تعرضت كرة القدم النسائية لعقبات مماثلة بفرض حظر وطني يشبه إجراءات الاتحاد الإنجليزي. فقد حظر الاتحاد الألماني لكرة القدم كرة القدم النسائية من عام 1955 حتى عام 1970. كما حُظرت كرة القدم النسائية في فرنسا من عام 1941 حتى 1970. وفي البرازيل، أصدر نظام فارغاس ثم الحكم العسكري في البرازيل قوانين تمنع النساء والفتيات من لعب كرة القدم بين عامي 1941 و1979.

### البطولات
كأس تحدي رابطة كرة القدم الإنجليزية للسيدات
بعد حظر الاتحاد الإنجليزي لفرق السيدات في 5 ديسمبر 1921، أُسست رابطة كرة القدم الإنجليزية للسيدات بمشاركة 58 ناديًا منضويًا تحتها. وتبرع أول رئيس للرابطة، لين بريدجيت, بكأس فضية للبطولة. شاركت 23 فريقًا في النسخة الأولى من البطولة في ربيع عام 1922.
توج فريق ستوك سيدات باللقب بعد فوزه على فريق دونكاستر وبنتلي سيدات بنتيجة 3–1 في 24 يونيو 1922.
بطولة بريطانيا العظمى والعالم
في عام 1937، واجه فريق ديك كير سيدات, الذي كان قد خسر أمام فريق راذرغلين سيدات الإسكتلندي في 1923 لكنه ظل يُلقب بـ"بطلات العالم", فريق إدنبرة سيتي جيرلز في مباراة حملت اسم "بطولة بريطانيا العظمى والعالم". فاز فريق ديك كير بنتيجة 5–1.
أما نسخة عام 1939 فكانت أكثر تنظيمًا؛ حيث فاز فريق إدنبرة سيتي جيرلز على ديك كير بنتيجة 5–2 في إدنبرة، ثم أكد تتويجه باللقب بعد فوزه الكبير على فريق غلاسكو سيدات بنتيجة 7–1 في فلكرك.

### "إحياء" كرة القدم النسائية
تأسست "اتحاد كرة القدم النسائي الإنجليزي" في عام 1969 نتيجة لزيادة الاهتمام الذي أحدثته كأس العالم 1966.
استمر الحظر في إنجلترا من قبل الاتحاد الإنجليزي لكرة القدم لمدة تقارب الخمسين عامًا، حتى يناير 1970. في العام التالي، أوصت اليويفا بأن تدير الاتحادات الوطنية في كل دولة لعبة كرة القدم النسائية. في عام 2002، كانت ليلي بار من فريق "ديك كير" أول امرأة يتم إدخالها إلى قاعة مشاهير المتحف الوطني لكرة القدم. تم تكريمها لاحقًا بتمثال أمام المتحف. لم يصدر الاتحاد الإنجليزي لكرة القدم اعتذارًا عن حظر النساء من ممارسة لعبة كرة القدم إلا في عام 2008 (بعد 87 عامًا).

### بطولات كأس العالم للسيدات، 1970 و1971
في عام 1970، نظمت اتحاد كرة القدم النسائي الأوروبي المستقل (FIEFF) كأس العالم للسيدات 1970 في إيطاليا، بدعم من شركات ماركيني وروسي لصناعة النبيذ القوي، ومن دون أي مشاركة من الفيفا. نُظم هذا الحدث من قبل الأندية، حيث فازت الدنمارك بالبطولة. في العام التالي، تم استضافة النسخة الثانية، كأس العالم للسيدات 1971، في المكسيك. في النهائي، الذي فازت فيه الدنمارك أيضًا، لُعبت المباراة في ملعب أزتيكا، أكبر استاد في أمريكا الشمالية في ذلك الوقت، أمام حشود تقدر بـ 110,000 أو 112,500 متفرج.

### الاحتراف

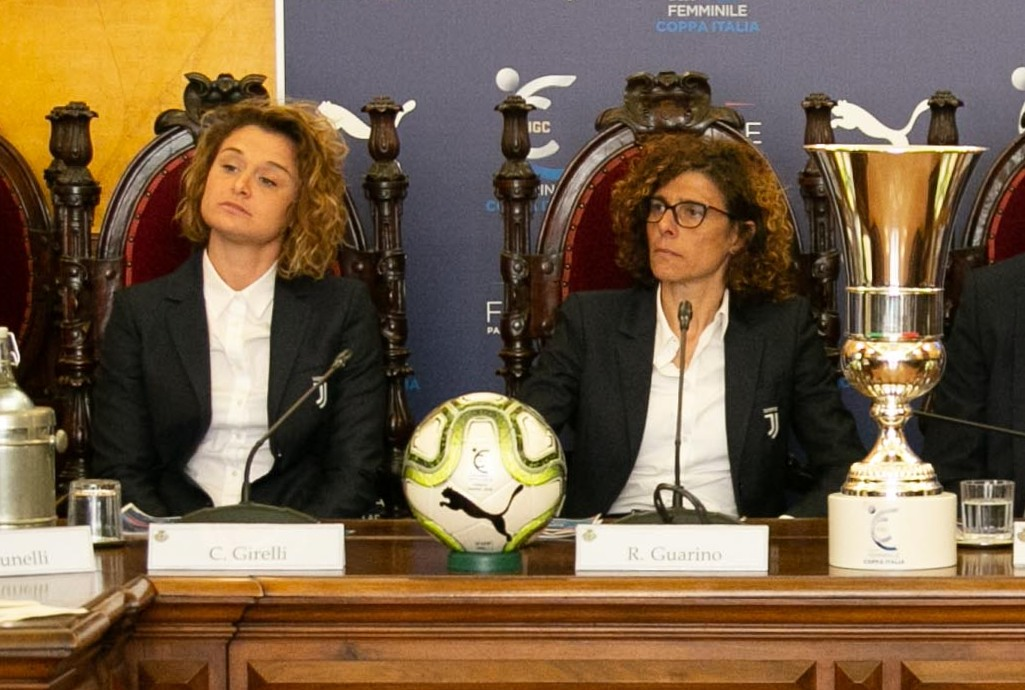
المهاجمة كريستينا جيريلي والمدربة ريتا غوارينو من يوفنتوس في 2019. يوفنتوس هو أحد أكثر الأندية نجاحًا وتاريخًا في إيطاليا.

خلال السبعينيات، أصبحت إيطاليا أول دولة تضم لاعبات كرة قدم محترفات بدوام جزئي. كما كانت إيطاليا أول دولة تستورد لاعبين أجانب من دول أوروبية أخرى، مما رفع من مستوى الدوري المحلي. من بين اللاعبات في تلك الفترة كانت سوزان أوغوستيسن (الدنمارك)، روز ريلي وإدنا نيليس (اسكتلندا)، آن أوبراين (أيرلندا) وكونثيبثيون سانشيز فريير (إسبانيا). كانت السويد أول دولة تقدم دوري كرة قدم نسائي محترف في عام 1988، وهو الدوري السويدي لكرة القدم للسيدات.

### آسيا وأوقيانوسيا

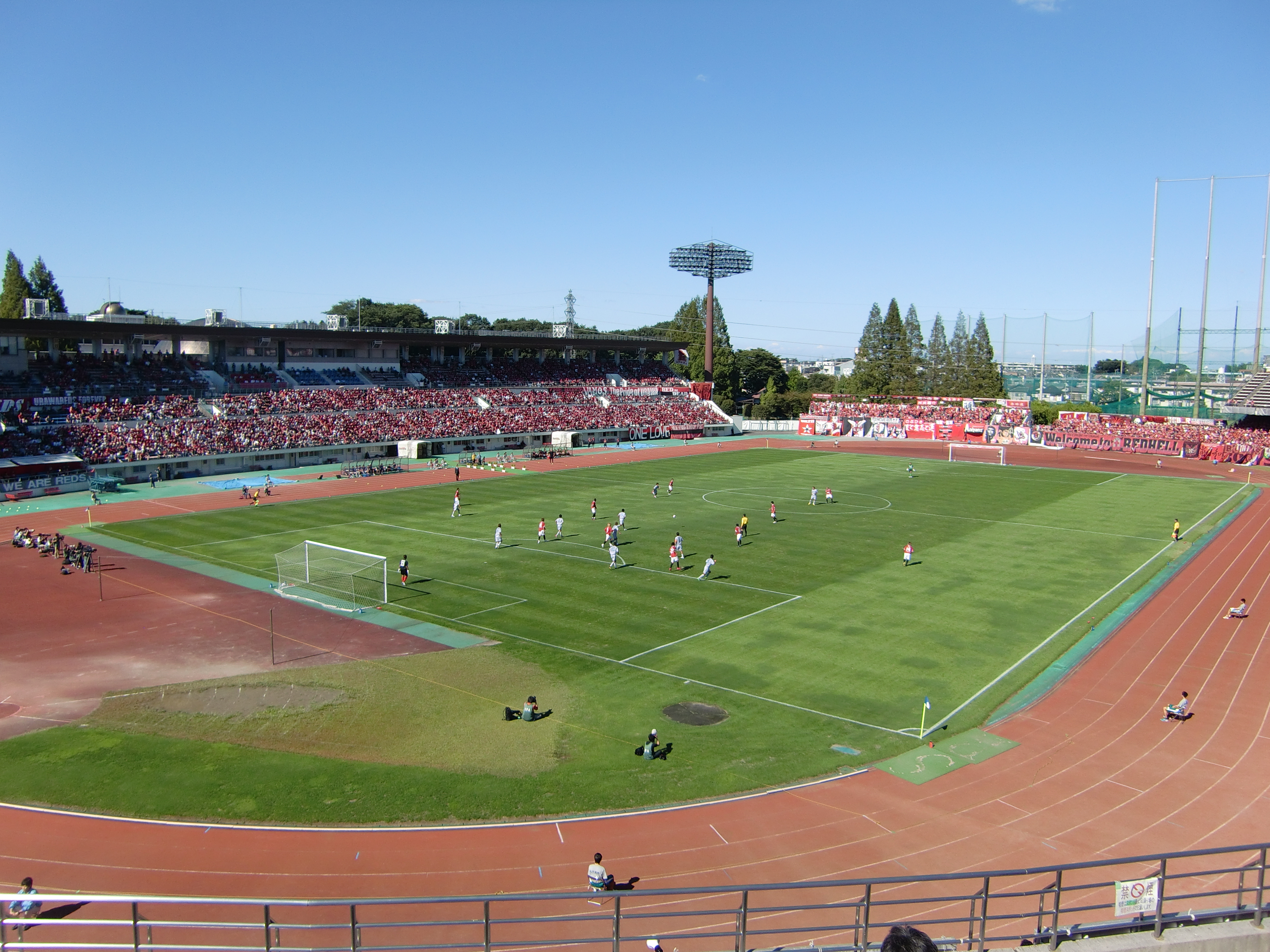
فريق أوراوا ريد دايموندز للسيدات

في عام 1989، أصبحت اليابان أول دولة تقدم دوري كرة قدم نسائي شبه محترف، وهو دوري L. League – الذي لا يزال موجودًا اليوم كقسم 1 من الدوري الياباني لكرة القدم للسيدات. في عام 2020، أنشأت اليابان أول دوري كرة قدم نسائي محترف في آسيا، دوري وي، الذي بدأ في خريف 2021.
في إندونيسيا، أقيمت أول بطولة "وطنية" لكرة القدم النسائية، المعروفة بـ"كأس كارتيني"، في عام 1981. كانت هذه المسابقة على المستوى الهواة. تم إقامة مسابقات لاحقة أيضًا على المستوى الهواة وشبه الاحترافي، بما في ذلك أول دوري نسائي "جالانيتا" في 1982. تم لعب كأس بيرتيوي، التي جمعت فرق من جميع أنحاء إندونيسيا، لأول مرة في عام 2006. وأقيم أول دوري احترافي في عام 2019 تحت اسم الدوري الأول للسيدات(Liga 1 Putri).
في أستراليا، أُسس دوري W-League، المعروف الآن باسم الدوري الأسترالي للسيدات، في عام 2008.
في عام 2015، اُطلق الدوري الصيني الممتاز لكرة القدم للسيدات (CWSL) مع دوري ثانٍ تابع، الدوري الصيني لكرة القدم للسيدات (CWFL). سابقًا، تم تأسيس دوري كرة القدم النسائي الصيني الممتاز في عام 1997 وتطور إلى دوري السوبر النسائيفي عام 2004. من 2011 إلى 2014، كان الدوري يُعرف باسم دوري كرة القدم النسائي الوطني.
اُطلق دوري كرة القدم النسائي الهندي في عام 2016. وكانت البلاد قد نظمت البطولة الأولى على مستوى النخبة، بطولة كرة القدم النسائية الهندية، منذ عام 1991.

### أمريكا الشمالية

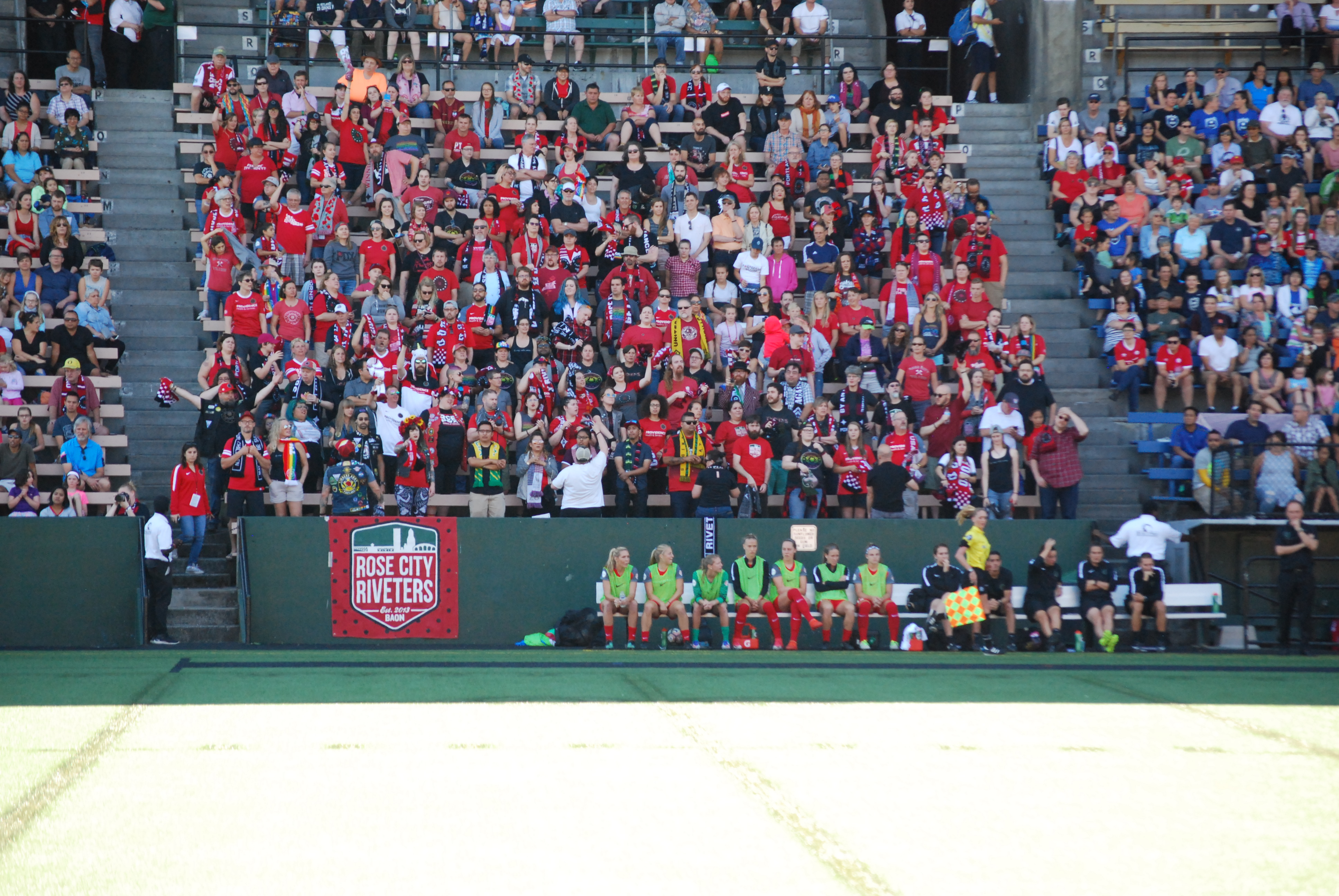
داعمون فريق بورتلاند ثورنز في استاد ميموريال في سياتل.

في عام 1985، تم تشكيل منتخب الولايات المتحدة الوطني لكرة القدم للسيدات في الولايات المتحدة. بعد كأس العالم لكرة القدم للسيدات 1999، تم إطلاق أول دوري كرة قدم نسائي محترف في الولايات المتحدة، الاتحاد النسائي لكرة القدم، والذي استمر لمدة ثلاث سنوات. تم تشكيل الدوري بقيادة لاعبات من الفريق الفائز بكأس العالم وشارك فيه لاعبات مثل ميا هام، جولي فودي وبراندي تشاستين، بالإضافة إلى لاعبات دوليات بارزات مثل الألمانية بريجيت برينتس والصينية سن وين. تم إطلاق محاولة ثانية لإنشاء دوري محترف مستدام، دوري المحترفات لكرة القدم (WPS)، في عام 2009، لكنه انتهى في أواخر عام 2011. في العام التالي، تم إطلاق الدوري الوطني لكرة القدم للسيدات (NWSL) بدعم مبدئي من اتحادات كرة القدم في الولايات المتحدة وكندا والمكسيك.
في عام 2017، تم إطلاق الدوري الممتاز في المكسيك، وكسر عدة أرقام قياسية للحضور الجماهيري. يتكون الدوري من فرق كرة قدم نسائية تابعة للفرق المكافئة في الدوري المكسيكي الممتاز. في 20 مارس 2024، أعلن الدوري بالتعاون مع الدوري الوطني لكرة القدم النسائي عن منافسة دولية جديدة تُسمى كأس الصيف. سيتنافس في هذه المسابقة ستة فرق من الدوري المكسيكي الممتاز للسيدات ضد فرق من الدوري الوطني لكرة القدم للسيدات. من المقرر أن تبدأ النسخة الافتتاحية في يوليو 2024.

## القرن الواحد والعشرون

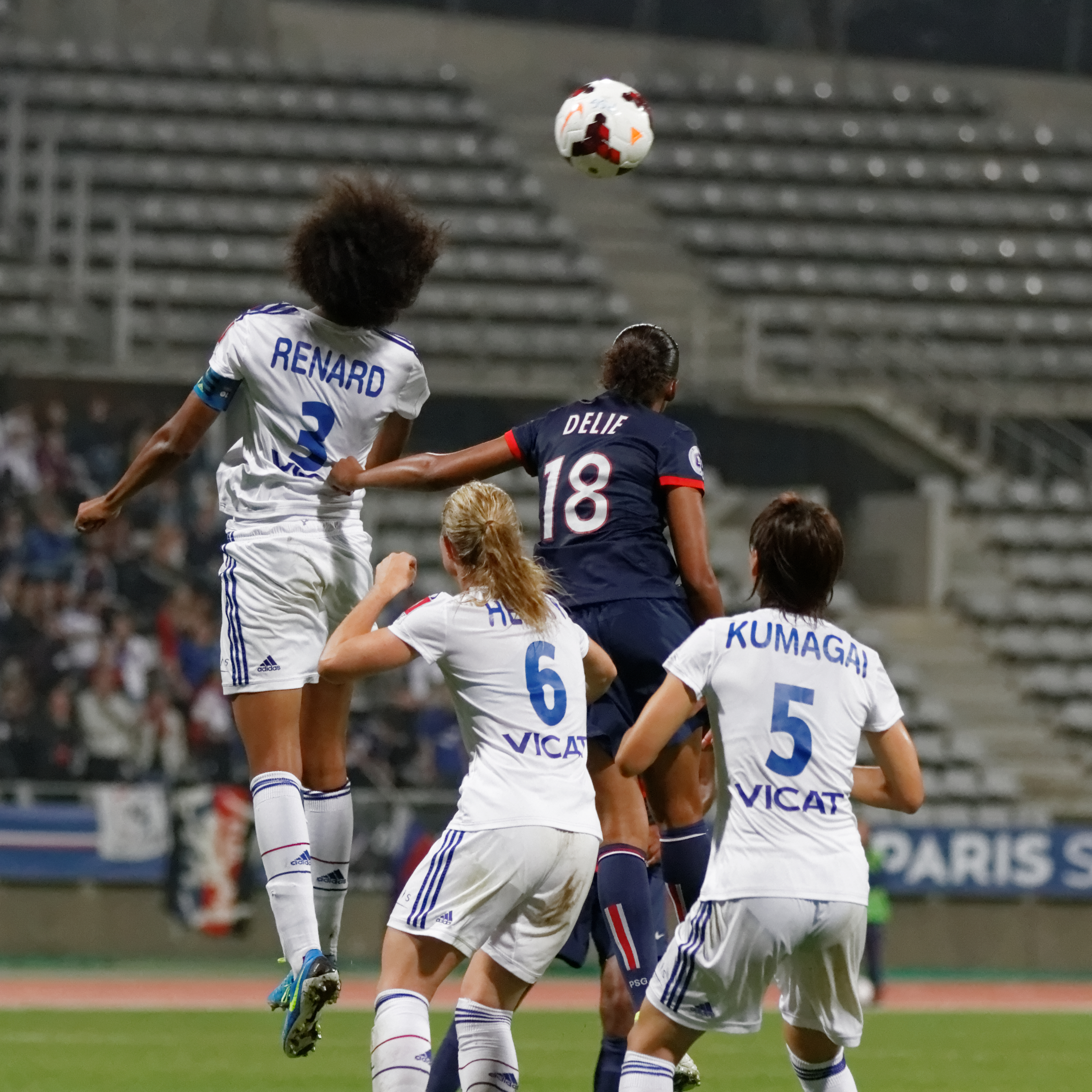
أولمبيك ليون ضد باريس سان جيرمان.

شهد القرن الواحد والعشرون نمواً ملحوظاً في كرة القدم النسائية، حيث اكتسبت الرياضة شعبية ومشاركة على مستوى العالم. كانت بطولة كأس العالم للسيدات الأولى في 1991، تلتها بطولة 1999، من أبرز المعالم في زيادة وضوح ودعم كرة القدم النسائية. حيث حققت بطولة كأس العالم 1999 رقماً قياسياً ببيع 1,194,221 تذكرة، مما يعكس زيادة كبيرة في الاهتمام وجمهور كرة القدم النسائية على مستوى العالم.
على الرغم من هذه التطورات، لا تزال هناك تحديات مثل الأجور الأقل والفرص المحدودة للاعبات مقارنة بنظرائهن من اللاعبين الذكور. كما أن كرة القدم النسائية تحظى بتغطية إعلامية أقل، ويظل متوسط الحضور أقل من مباريات كرة القدم للرجال. ومع ذلك، تستمر رؤية الرياضة في النمو، كما يظهر في الأرقام القياسية للحضور، مثل 91,648 مشجعاً في ملعب كامب نو في أبريل 2022 خلال مباراة بين برشلونة وفولفسبورغ في دوري أبطال أوروبا للسيدات.
تعد منافسة أولمبيك ليون وباريس سان جيرمان للسيدات، والمعروفة أحياناً بـ "الكلاسيكو النسائي"، واحدة من أبرز التنافسات في كرة القدم النسائية الأوروبية. وتعد هيمنة ليون على كرة القدم الفرنسية ملحوظة، رغم أن باريس سان جيرمان فاز بأول لقب دوري له في 2021.
علاوة على ذلك، في عام 2024، سجلت دوري أستراليا للسيدات رقماً قياسياً في الحضور، مما يوضح زيادة الاهتمام بالرياضة النسائية على مستوى العالم. يعكس هذا النمو ليس فقط في مشاركة اللاعبات ولكن أيضاً في تفاعل الجماهير وزيادة إمكانات كرة القدم النسائية من الناحية التجارية.
تشير هذه الاتجاهات إلى أنه على الرغم من وجود تحديات، فإن مستقبل كرة القدم النسائية يبدو واعداً، مع زيادة في الاعتراف والدعم المستمر.

## البطولات الدولية

### عالمي

#### كأس العالم للسيدات
1. ↑  للمزيد من المعلومات، انظر أسماء كرة القدم.
2. ↑  يُشار إليها أحيانًا بالاختصار WoSo.[5]

## طالع
- كرة القدم النسائية في السودان
- كرة القدم النسائية في السعودية
- كرة القدم النسوية في لبنان
- البطولة اللبنانية لكرة القدم للسيدات
- قائمة الفرق النسوية لكرة القدم في لبنان
- كرة القدم للرجال